# Vidángoz – Bidankoze
Vidángoz – Bidankoze település Spanyolországban, Navarra autonóm közösségben. Vidángoz – Bidankoze Roncal – Erronkari, Burgui – Burgi, Gallués–Galoze, Güesa – Gorza, Sarriés – Sartze, Esparza, Oronz-Orontze, Ezcároz – Ezkaroze és Uztárroz – Uztarroze községekkel határos. Lakosainak száma 76 fő (2024).

## Népesség
A település népessége az elmúlt években az alábbi módon változott:
| Lakosok száma | 113  | 115  | 111  | 107  | 100  | 96   | 93   | 90   | 82   | 76   |
|               | 2001 | 2004 | 2006 | 2009 | 2011 | 2014 | 2016 | 2019 | 2021 | 2024 |